# Anna (kraï du Primorié)
Pour les articles homonymes, voir Anna.
Anna (en russe : А́нна) est un village de l'Extrême-Orient russe, situé dans l'okroug urbain de Nakhodka dans le kraï du Primorié. Baignée par la baie d'Anna du golfe de Pierre-le-Grand, le village est une station balnéaire importante pendant la saison estivale. Village fondé en septembre 1928, il est pendant longtemps un village de pêche, jusqu'à la fin de la période soviétique. Attirant désormais de nombreux touristes, sa population à l'année s'élevait à 392 habitants en 2010.

## Géographie

### Situation

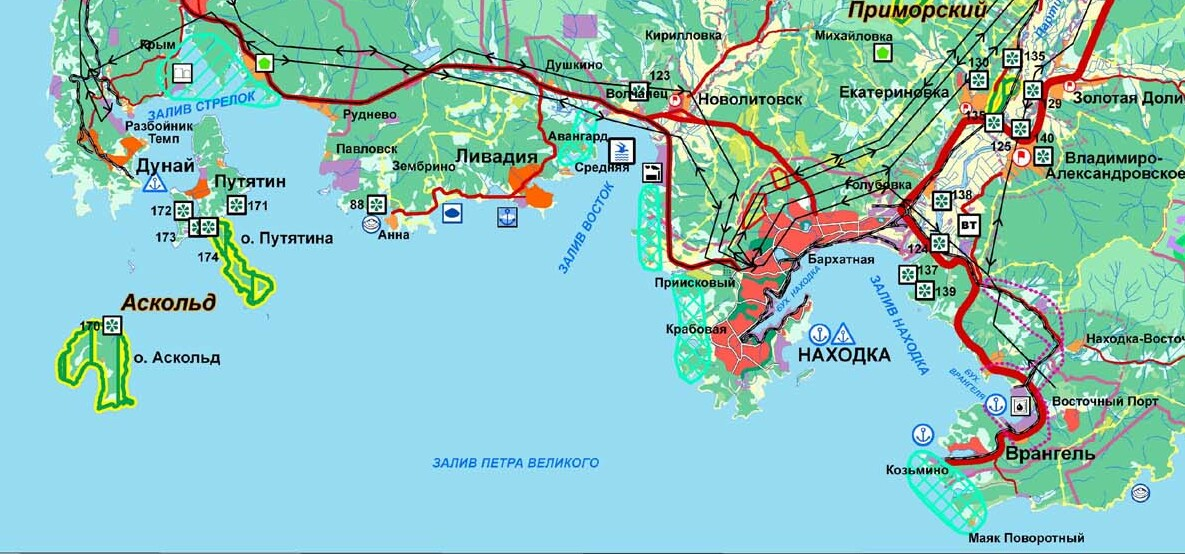
Carte de Nakhodka et ses environs, avec Anna au centre-gauche.

Le village d'Anna se trouve dans le kraï du Primorié, un kraï, dans le sud de l'Extrême-Orient en Russie asiatique. Le sujet fait partie du district fédéral extrême-oriental, et Anna se trouve à 60 km au sud-est de Vladivostok, la capitale du district et du kraï, et à 6 450 km à l'est de Moscou. Anna est l'une des quatre localités de l'okroug urbain de Nakhodka, avec comme chef-lieu la ville portuaire de Nakhodka, à 20 km à l'ouest. 

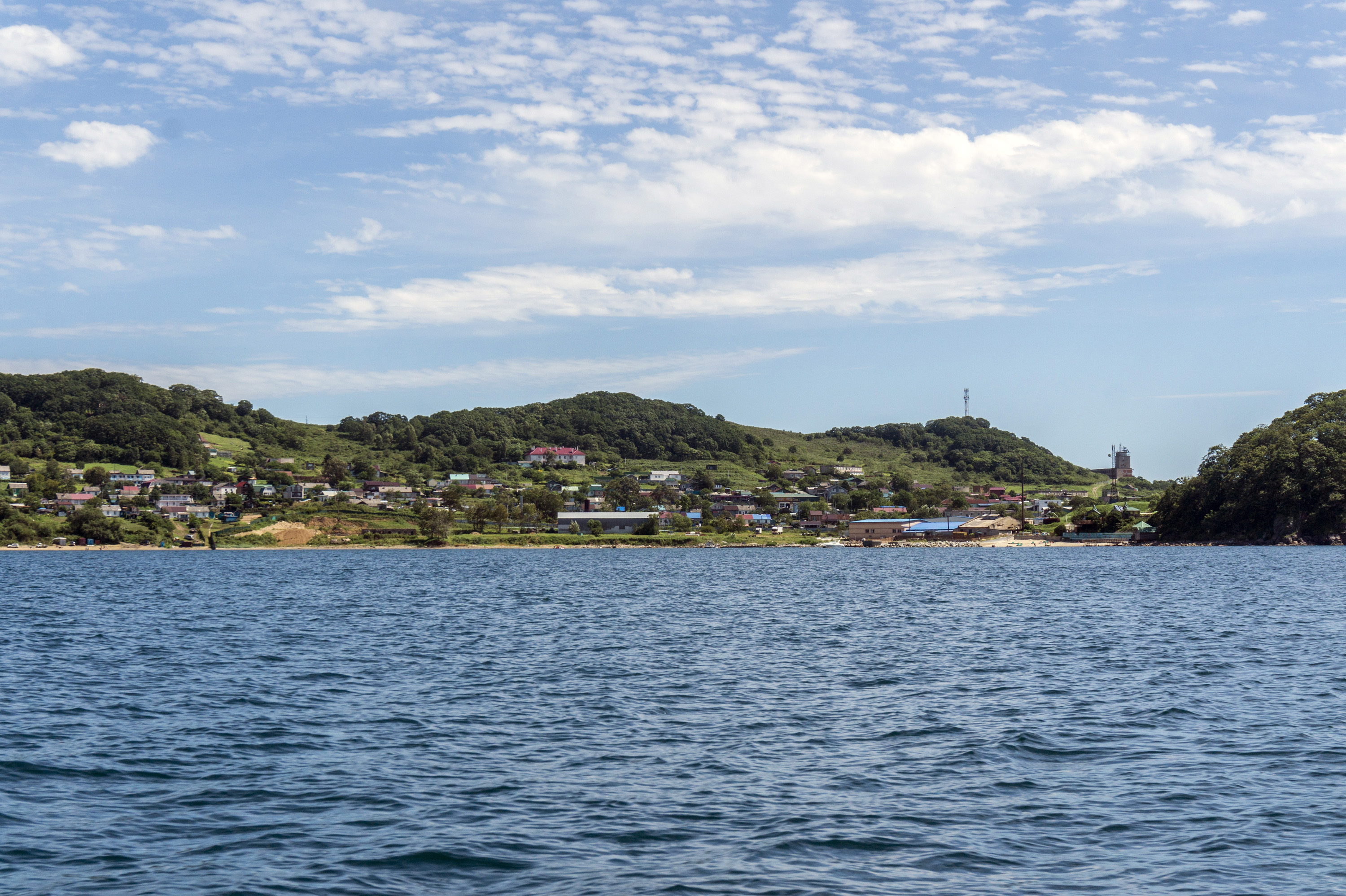
Le village depuis la baie d'Anna.

En termes de géographie, le village est installé sur une péninsule baignée par la baie d'Anna, une petite baie du golfe de Pierre-le-Grand. La baie d'Anna est délimitée du golfe par une péninsule, la péninsule Gembatchev, nommée d'après un marin de la flottille sibérienne. À l'est du village se trouve la baie Strebichtché, la baie Flotskaïa et la baie Rifovaïa. La zone se trouve dans le sud-est du Primorié, en Mandchourie-Extérieure. Le golfe de Pierre-le-Grand est une étendue d'eau de la mer du Japon.  
Les localités limitrophes sont :
- Fokino en direction du nord-ouest ;
- Douchkino en direction du nord-est ;
- Ioujno-Morskoï à l'est, qui est un quartier de Nakhodka.

| Fokino      |                          | Douchkino                 |
| Baie d'Anna | Anna                     | Ioujno-Morskoï (Nakhodka) |
| Baie d'Anna | Golfe de Pierre-le-Grand | Golfe de Pierre-le-Grand  |

### Climat
Le climat est un climat tempéré de mousson, fortement influencé par l'océan Pacifique et par la mer du Japon. L'influence de la mer est principalement visible pendant la saison chaude, avec les vents qui apportent des masses d'air humides, avec des brouillards et de la pluie (dont des typhons). L'été est très humide, et été et automne ensemble concentrent 70 % des précipitations annuelles, contre seulement 10 % en hiver. 
En été, le vent du sud-est prédomine, en été le vent du nord-est, avec pendant la période hivernale l'anticyclone sibérien qui domine. En janvier, la température moyenne est de −10 °C, elle est en août de +21 °C, tandis que la température moyenne annuelle est de +7 °C. En hiver, la baie d'Anna gèle.  

## Histoire

### Avant la fondation
Avant la création du village, et alors que le Primorié n'est même pas encore russe (Chinois jusqu'en 1860), la baie d'Anna est découverte par le clipper Strelok (ru) et son équipage en 1858.
Selon la légende, dont il n'est pas possible de confirmer ou d'infirmer, la baie aurait été nommée en 1877. Cette année-là, la goélette Annouchka fait son apparition dans les mers d'Extrême-Orient sous le commandement de Fridolf Fabian Heck (ru) et rentre la baie. Heck nomma alors la baie d'après sa première femme. Mais après son divorce, il écrivit dans les cartes comme blagues que la baie s'appelait baie Annouchka ou baie sans nom, mais les noms ne tinrent pas. L'on sait qu'en 1912, le Service hydrographique principal avait nommée la baie « Baie de Sainte-Anna »,.
La zone où s'est établit le village est une baie protégée des vents, avec un climat doux et des terres fertiles. La zone est peuplée depuis le Ier millénaire av. J.-C., prouvée par des fouilles archéologiques. En effet en 1960, une fouille a prouvée un site de la culture de Yankovski de l'âge du fer sur le territoire voisin de Ioujno-Morski. Les habitants au fil des époques ont pu profiter de l'abondance de poissons, d'algues, de crabes et de trépangs dans les baies de la région. À partir de 1925, la sardine d'Extrême-Orient (ru) s'est déplacée en abondance vers les côtes du Primorié, entraînant un essor de la pêche.

### Années 1920 et 1930
Avec cette nouvelle abondance de poissons, il est décidé d'établir une nouvelle localité sur la baie d'Anna. C'est ainsi que le 12 septembre 1928, un remorqueur venu de Vladivostok débarqua les premiers constructeurs, avec 78 personnes au total. En même temps furent débarqués les matériaux pour la construction d'une caserne résidentielle et d'une usine de poissons. Ces nouveaux arrivants furent principalement recrutés, et venaient d'Astrakhan, de Moldavie et de la région de Tambov.
Les premiers colons vivaient dans des casernes, vivaient de la pêche et de la salaison de poisson. Assez vite, l'atelier de marinage de poisson fut ouvert ainsi que d'autres ateliers de la nouvelle usine de poisson. Pour avoir plus de main d'œuvre, l'usine fit appel aux habitants des villages voisins, dont beaucoup déménagèrent par la suite à Anna.
En 1928, la première école du village fut ouverte, et la même année, elle reçut le nom d'« Anna », village rattaché au raïon de Soutchan. Par la suite, le village devient un conseil de village. En 1930, deux fermes de pêche subsidiaire ont été créées avec des terres cultivées, champs de baies et champs de foin. En 1932, il y avait déjà 139 ouvriers à la pêcherie d'Anna. 
Dans les années 1930, la flotte était composée de 28 chalands et d'un bateau, et il y avait aussi six bateaux étrangers, dont deux japonais. La sardine d'Extrême-Orient était la plus capturée, puis envoyée vers des usines, comme à Nakhodka, pour être transformée. En même temps à cette époque fut ouverte une ferme piscicole, où étaient élevés du caviar de goberge, de l'éperlan, des gobies, de la goberge, du hareng, de la sardine d'Extrême-Orient, de la plie ou encore de la rotengle. Dans ces années-là, la ville avait deux maisons en rondins, des maisons sur pilotis, trois casernes et 25 fanzas. Au cours du début de la décennie, en plus de l'école, un magasin, un entrepôt de poissons, une boulangerie, une clinique, une cantine, des bains publics et une buanderie ont été ouverts. 
En 1935, la pêcherie Anna n'était pas à la hauteur du plan, ayant seulement réalisé 55 % de son objectif. Le journal régional la Bannière Rouge critiqua la pêcherie, en accusant qu'il n'y avait pas de discipline, du travail lâche, des ouvriers qui choisissent quand ils travaillent et où, et avec une direction qui ne se souciait pas. 
En 1937, la poissonnerie possédait cinq bâtiments de salaison avec 36 cuves. Deux jetées furent construites sur la baie. Une centrale électrique a été mise en service en 1936, et il y avait aussi un entrepôt sylvicole et un magasin de légumes. Par ailleurs, deux camions de pompiers dotèrent l'usine de poisson. La flotte de pêche était composée de 25 chalands en bois et d'un bateau pour la senne. Il y avait neuf bateaux étrangers. En 1937, il y avait 533 ouvriers à Anna. Le village était composé de 31 maisons en bois, 8 dortoirs et 37 fanzas. En fin 1938, une nouvelle école primaire a été construite, en utilisant les matériaux d'une église du village voisin de Zembrena (il n'existe plus).

### Années 1940 - années 1980
En 1941, l'Union soviétique est incluse dans la Seconde Guerre mondiale, et les hommes du village partent alors au front. Les femmes devinrent les travailleuses de l'usine, et toutes les marchandises produites étaient destinées au front et aux soldats.
Le 29 août 1945, l'usine de transformation de poisson d'Anna a été incorporée à une usine de Nakhodka. En parallèle en 1949, une usine baleinière est créée à Anna. Le village d'Anna grandit, avec une nouvelle cantine en 1940, un club, des immeubles résidentiels et autres. Dans les années 1950, l'unité militaire n° 172152 se trouvait dans une base à Anna. 
En 1950, le conseil de village d'Anna est devenu subordonné au comité exécutif de la ville de Nakhodka. En 1957, un nouveau club est ouvert, et l'école est agrandie en 1958. En 1959, de nouveaux bains publics sont construits, ainsi qu'une route. La clinique a un nouveau bâtiment, et Anna possède la radio et un cinéma. Avec l'usine baleinière, les rues ont été refaites en 1958 et 1959. En 1963, la ville avait en plus un bureau de poste, un tribunal et une crèche. L'année suivante, le téléphone est établi. 

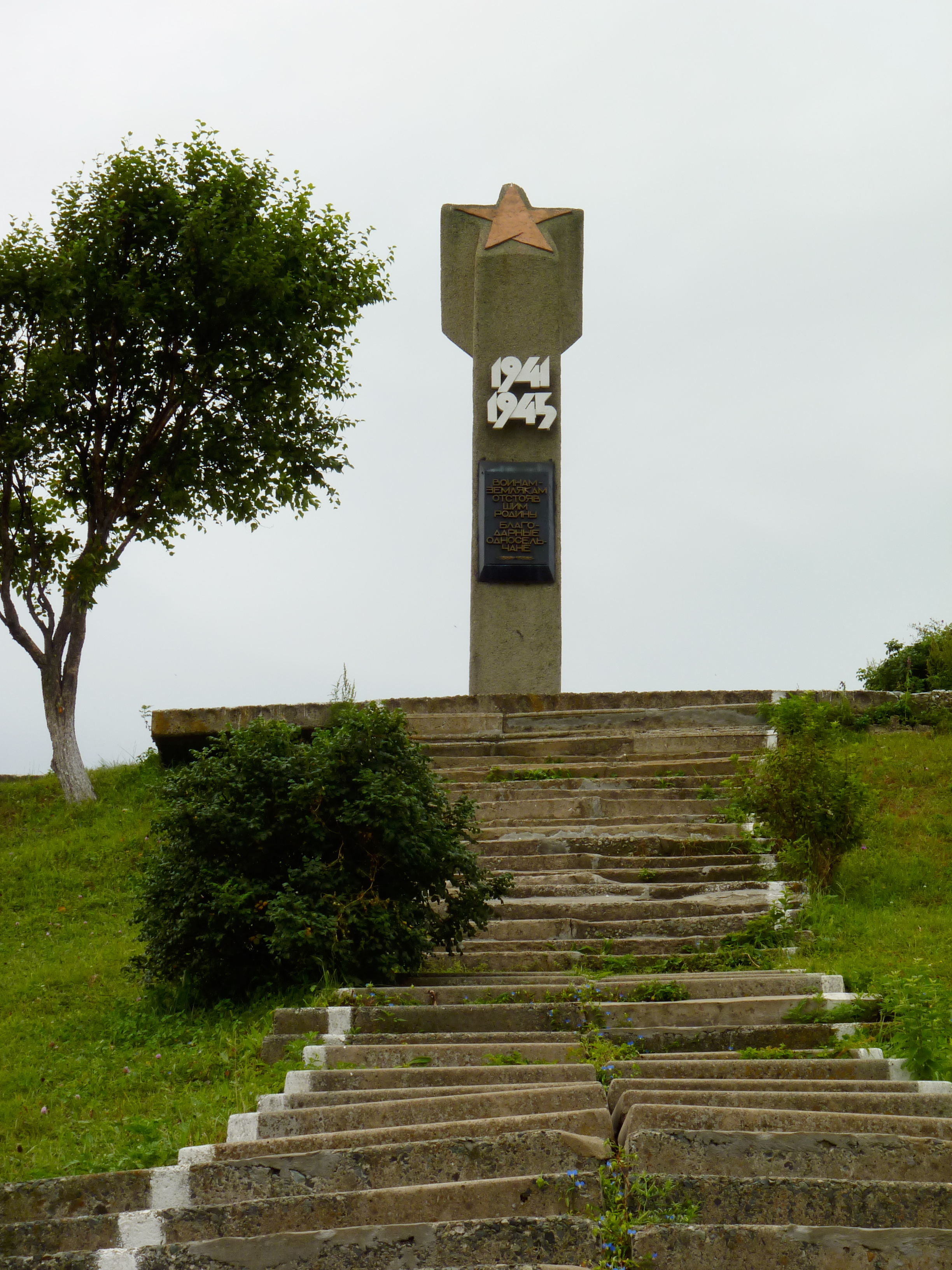
Monument aux morts.

En 1985, un monument aux 31 morts de la Grande Guerre patriotique des habitants d'Anna et de Zembrena a été inauguré, avec les noms des victimes et un symbole de flamme éternelle.

### Depuis la fin de l'URSS
En 1993, le conseil de village est dissout. En 2005, Anna est rattachée à l'okroug urbain de Nakhodka, et en 2009, avec pour effet en 2010, l'administration d'Anna a été entièrement supprimée, rattachée désormais au quartier de Livadia de Nakhodka.
Depuis la fin de l'URSS, avec l'effondrement et la fermeture des usines, le village s'est reconverti dans le secteur touristique. En 2000, l'école d'Anna est devenue une école secondaire, mais en 2010, l'école secondaire est fermée, et les écoliers ont été transférés à Livadia (un quartier de Nakhodka).
En 2022, dans le cadre du projet national « Des routes sûres et de qualité » (ru), la route d'Anna à Doukchino (c'est à Doukchino que passe la route Vladivostok - Nakhodka) a été entièrement refaite.

## Population et société

### Démographie
Au dernier recensement en 2010, le village comptait 392 habitants, en déclin par rapport à 1963 et 2022.
Recensements (*) et estimations de la population,,,:
| 1928 | 1963 | 2002* |
| ---- | ---- | ----- |
| 78   | 630  | 518   |

| 2010* | - | - |
| ----- | - | - |
| 392   | - | - |

En 2002, sur les 518 habitants, il y avait 85 % de Russes.

### Services
Le village possédait en 2011 une maison de la Culture, un jardin d'enfants, un poste d'ambulanciers et de sages-femmes, un bureau de poste et deux magasins et une boulangerie,.

## Économie et culture
Le tourisme est de loin la principale activité touristique d'Anna. De nombreux excursions partent d'Anna pour amener les touristes visiter le golfe. Il y a des itinéraires de randonnée, et des plages. Les touristes viennent de tout l'Extrême-Orient, dont du kraï de Khabarovsk et du Priamourié. Depuis les années 2010, des hôtels et autres infrastructures touristiques apparaissent à Anna. Les maisons pour les locations touristiques poussent comme des champignons, et les maisons secondaires sont de plus en plus importantes ces dernières années.
Parmi les sites touristiques culturels, il y a les bunker n°20 et n°21 construits en 1939.
La baie d'Anna est un monument naturel protégé. À l'entrée de la baie se trouve l'île solitaire de Trambetskogo, célèbre dans la région pour son phare. Près de la côte orientale de la baie se trouvent les restes de deux navires coulés, avec une partie des épaves s'élevant au-dessus du niveau de la mer.
Sur le territoire du village se trouve deux installations militaires, avec le camp d'une unité militaire ainsi qu'un champ de tir. La ville possède aussi l'OJSC "Moreproduct", entreprise héritière de l'usine baleinière, qui emploie désormais environ 50 personnes, et qui pêche du saumon, du calamar, des algues, de la goberge entre autres.
Le village est relié au réseau routier par la route régionale 05K-468, longue de 22 km, qui part d'Anna jusqu'à la route régionale 05A-608. La 05A-608 relie Nakhodka à Artiom et la route fédérale A370. Cette dernière route, l'A370, mène elle soit à Vladivostok soit à Khabarovsk. L'aéroport le plus proche est l'aéroport international de Vladivostok, la gare ferroviaire la plus proche est celle de Nakhodka. Des bus relient Anna à Ioujno-Morskoï, à Nakhodka et à Valdivostok.

## Galerie

Vues d'Anna :
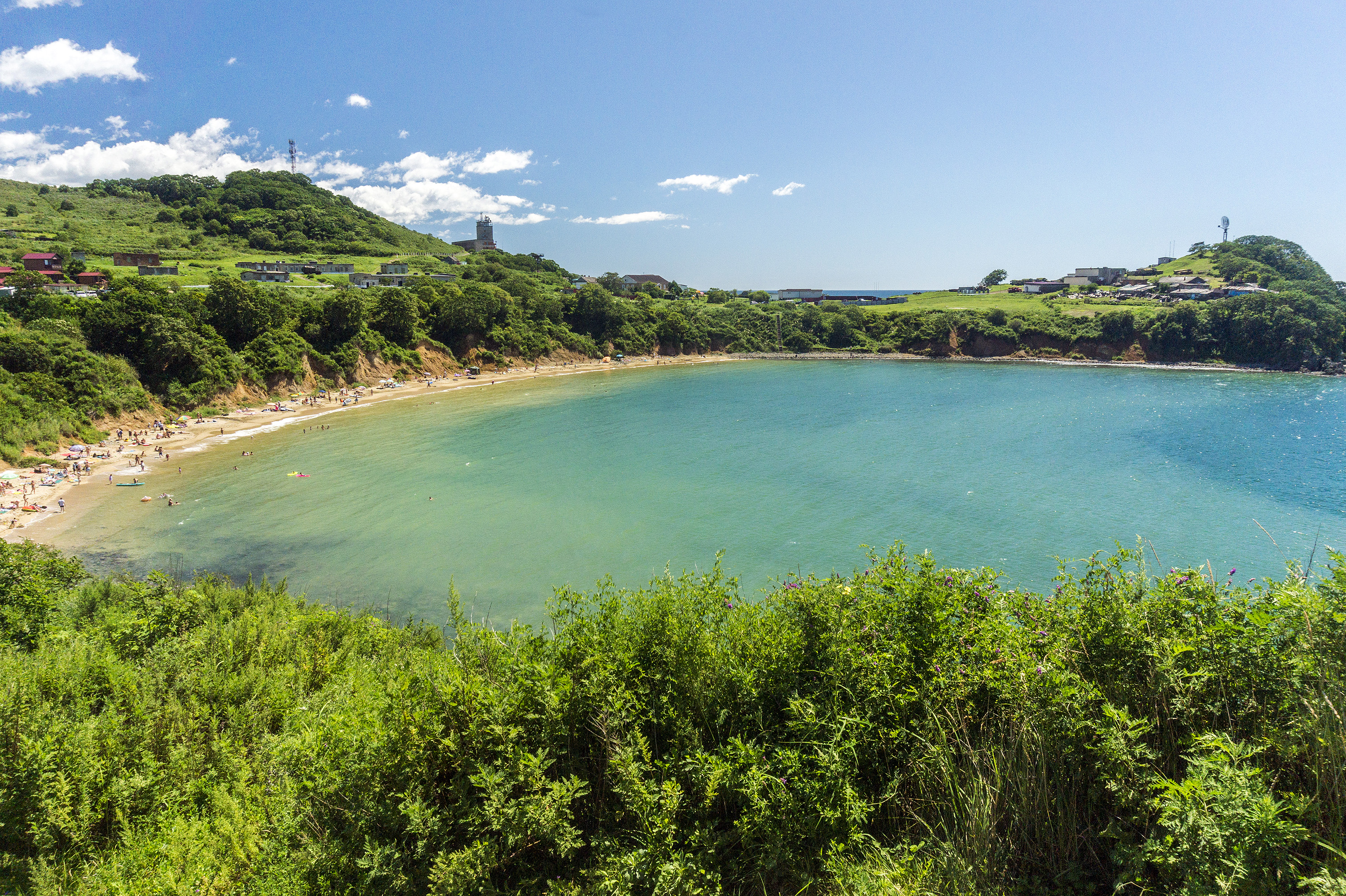
Plage à Anna.
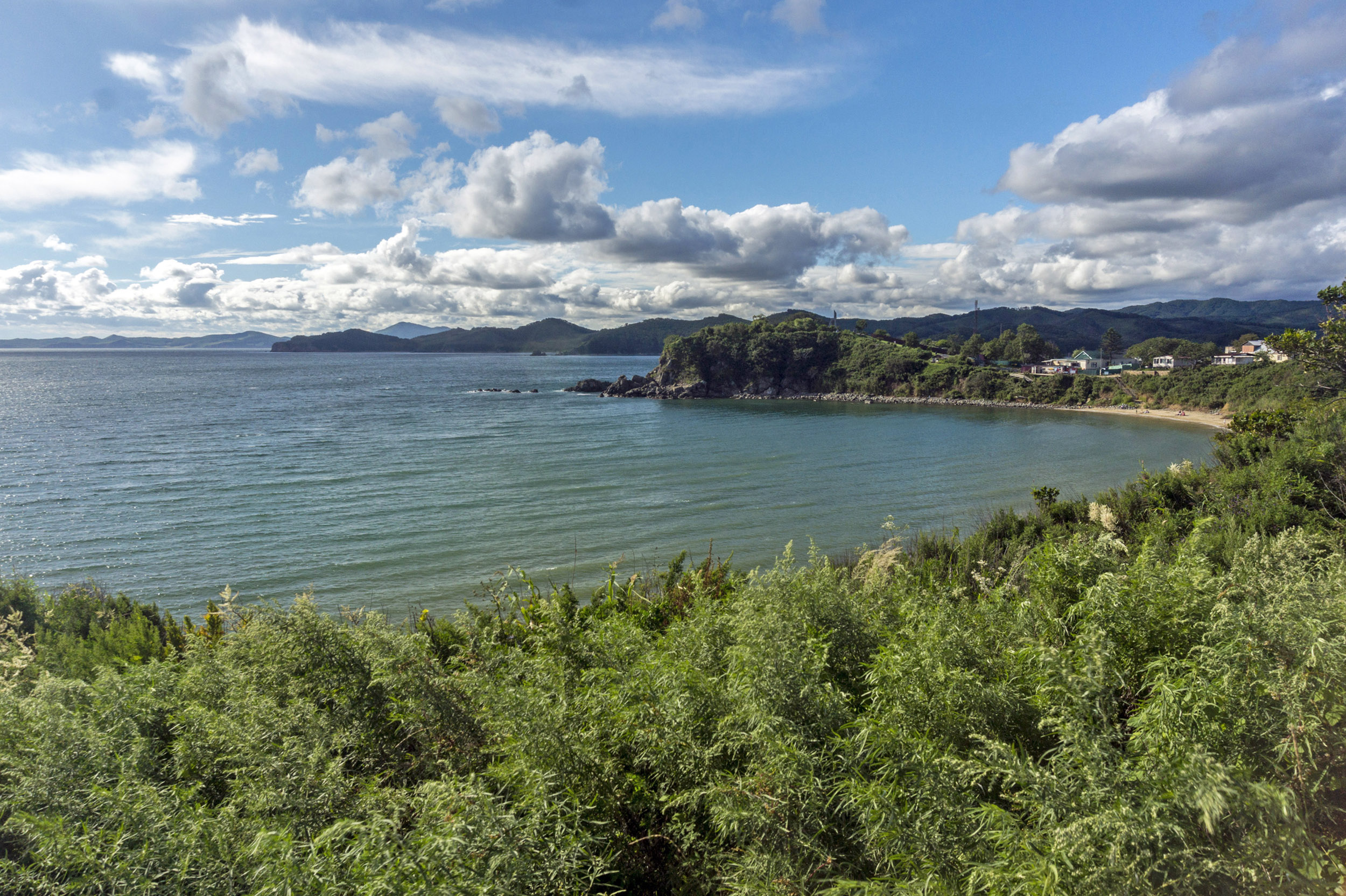
Baie d'Anna.